# Интыкбаев, Еркен Алтынбекович
Еркен Алтынбекович Интыкбаев (2 августа 1960, Усть-Каменогорск, Восточно-Казахстанская область, Казахская ССР, СССР) — казахский композитор, пианист, артист инструменталист высшей категории в «Казахконцерт». Заслуженный деятель Республики Казахстан (2013).

## Биография
Родился 2 августа 1960 года в городе Усть-Каменогорск Восточно-Казахстанской области.
В 1966 году поступил в музыкальную школу по классу фортепиано. В стенах детской музыкальной школы был лауреатом городских и областных конкурсов пианистов.
1974 году стал Лауреатом 1-й премии Республиканского конкурса пианистов в Алма-Ате и в этом же году поступает в Усть-Каменогорское музыкальное училище.
В 1979 году окончил музыкальное училище с красным дипломом и экстерном поступил в Алма-Атинскую государственную консерваторию им. Курмангазы. В консерватории по специальности фортепиано обучался у Аиды Петровны Исаковой и класс орган — у Владимира Ивановича Тебенихина. Также брал уроки композиции у ректора консерватории Газизы Ахметовны Жубановой.

### Семья
- Супруга Кемельханова Сауле Нурахметовна. Дети: Старшая дочь Интыкбаева Жанель Еркеновна и младшая дочь Интыкбаева Анель Еркеновна. Родители: отец Интыкбаев Алтынбек Мырзадылович — заслуженный изобретатель и рационализатор Республики Казахстан, кандидат технических наук, доцент. Мать Интыкбаева Разия Таженовна. Братья: Интыкбаев Даурен Алтынбекович, Интыкбаев Сакен Алтынбекович.

По окончании консерватории в 1985 году начинает работать в Казахской Государственной Областной Филармонии в качестве инструменталиста, клавишника и аранжировщика в группе «Аркас».
С 1987 пригласили в группу «Дос-Мукасан». В Казахское государственное гастрольно-концертное объединение «Казахконцерт», в котором работает до настоящего времени.
В 1989 году руководитель Таскын Окапов и музыкальный руководитель Талгат Сарыбаев приглашают в группу «Арай». Народная Артистка Казахской ССР Роза Рымбаева исполняет первые песни написанные для неё Еркеном Интыкбаевым: «Жерім жаннатым», «Жұлдызды жылдар», «Алматым Астанам», «Қазақ елі» «Ән-Қанатым», «Ақ Ордам Астанам» и др.
В 1989г начинает сотрудничать с режиссёрами документального кино и написал саундтрек к документальному фильму «Солнечный снег Алатау», посвященный высокогорному катку «Медеу».
В 2008 году 19.09 в Алматы во Дворце Республики Еркен Интыкбаев с успехом провел творческий вечер под названием «Мелодии Еркена Интыкбаева», посвященный к 25-летию творческой деятельности.
В 2010 году выпустил CD-альбом композитора Еркена Интыкбаева в которую вошли 13 песен в исполнении Розы Рымбаевы.
В 2010 году 20 апреля провел концерт «Жерім жаннатым» в центральном концертном зале Государственной филармонии им. Жамбыла.
Более 30 лет Еркен Интыкбаев тесно сотрудничает с Розой Рымбаевой, как композитор и пианист.
Гастроли проходят в основном в главных концертных залах нашей Республики и в России, Москвы и Санкт-Петербурга с эстрадно-симфоническим оркестром. Участвует в правительственных мероприятиях, где исполняются его песни. С концертной программой участвует в Днях Культуры Казахстана в странах СНГ и зарубежья .

## Музыкально-организаторская деятельность
- В 1997 году Еркен Интыкбаев создал проект группу «Мери Лонг». Проявил себя как организатор и продюсер. На конкурсе «Жас канат»-1997 стали лауреатами 3-премии. Участвовали на фестивале «Азия Дауысы».
- В этом же году группа «Мэри Лонг» представлял Казахстан на Международном конкурсе «Словянский базар» г. Витебск, Белоруссия. Стали дипломантами конкурса.
- В 1998 году Еркен Алтынбекович организовал группу «Аян». В состав группы вошли крепкие музыканты и завоевали ГРАН-ПРИ на конкурсе «Жас канат»-1998г с песней «Белый стих» и «Королева» : музыка Еркена Интыкбаева. А также диплом «за лучшую аранжировку». Группа «Аян» с успехом участвовали на фестивале «Золотой шлягер» — город Могилев, Белоруссия, где представляли Казахстан.
- В 2014 год — организовал «Студию звукозаписи Еркена Интыкбаева»(г. Алматы.пр. Абылай Хана 83).

## Музыкальные произведения
- Еркен Интыкбаев автор более 100 песен. «Анажан», «Алматым-Астанам», «Жерім- жаннатым», «Қазақ елі», «Жұлдызды жылдар», «Ертекке -ертеңіме сенемін», «Арманға арнау», «Күлімдеген көздер», «Анық қанығым», «Алтын сағым», «Қара маған, қара», «Бұлбұл сайрасын», «Арман ай», «Ән қанатым», «Алматым менің», «Ақ Орда Астана», «Мәңгі іздеймін», «Өмірде мына сен барсың», «Закон разлук», «Белый стих», «Королева», «Цветы», «Я тебя люблю», фортепианные пьесы «Жанель», «Анель».
- Инструментальные произведения: «Откровение», «Прикосновение», «Моим друзьям»
- DVD -альбом — концерт творческого вечера «Мелодии Еркена Интыкбаева»
- Выпуск нотного издания : пьесы для фортепиано и инструментальной музыки, песни.

## Достижения
- 1995 год — участвовал на фестивале «Азиатской музыки» с группой «Роксанаки» в Германий, город Берлин.
- В 2001 году на вручении премии «Золотой диск» организованный 31-телеканалом, в номинации лучшие песни десятилетия была удостоена песня «Қазақ елі» текст Шомишбай Сариева. Вручение проходила в столице г. Астане.
- В 2005 году стал обладателем диплома в конкурсе за «Лучшую песню об Алматы» за песню «Алматым менің» текст Иран Гайып.
- В 2007 году участвует на конкурсе песен, посвященные 10-летию столицы Астаны и получает премию за песню «Ақ Ордам Астанам» в исполнении Розы Рымбаевы.

## Награды и звания
- 2011 — Медаль «20 лет независимости Республики Казахстан»
- 2013 — Присвоено почетное звание «Заслуженный деятель Республики Казахстан» (за большой вклад в развитие музыкального искусства и многолетнюю творческую деятельность)[1]
- 2018 — Избран член-корреспондентом Международной академии информатизации